# جغد کوتوله کوهستان
جغد کوتوله کوهستان یا جغد کوتوله شمالی (نام علمی: Glaucidium gnoma) گونه کوچکی از جغد از تیرهٔ جغدان راستین (Strigidae) است. آنها در سراسر جنوب آریزونا، نیومکزیکو و مکزیک ساکن هستند.
بحث طبقه‌بندی کنونی دربارهٔ طبقه‌بندی آن به عنوان یک گونه یا زیرگونه مستقل از جغد کوتوله شمالی وجود دارد. رنگ پرهای مشابه و الگوهای صوتی متفاوت از ویژگی‌های اصلی است که به این سردرگمی دامن می‌زند.
جغد کوتوله کوهستان در طول روز از ارتفاعات خود در کوه‌های جنگلی کاج، در ارتفاعات ۱۵۰۰ تا ۳۵۰۰ متری، پستانداران و حشرات کوچک را شکار می‌کند. زمانی که ماده حفره مناسب را برای تشکیل لانه انتخاب کرده است، پرورش می‌یابد. جغد کوتوله ماده بین ماه مه و ژوئن تخم می‌گذارد. جغدها ۲۳ تا ۳۰ روز پس از جوجه‌کشی لانه خود را ترک می‌کنند. اگرچه اتحادیه بین‌المللی حفاظت از طبیعت (IUCN) این گونه را به عنوان کمترین نگرانی رتبه‌بندی کرده است، افزایش جنگل‌زدایی می‌تواند بر جمعیت آینده تأثیر بگذارد.

## زیستگاه و پراکندگی
جغد کوتوله کوهستان در جنگل‌های گرمسیری و نیمه‌گرمسیری بلوط، کاج و همیشه‌سبز زندگی می‌کند. در زمین‌های کوهستانی در ارتفاعات ۱۵۰۰ تا ۳۵۰۰ متر واقع شده است. اگرچه، جنگل‌هایی که عمدتاً از کاج‌های پوندروسا تشکیل شده‌اند، ترجیح داده می‌شوند، زیرا کاهش سطح زیرین جنگل، رفتارهای شکارگری آنها را تسهیل می‌کند.
این گونه از جنوب آریزونا و نیومکزیکو تا اوآخاکا در جنوب مکزیک پراکنده شده است.